# 西大桥站 (中国)
西大桥站是哈尔滨轨道交通1号线的车站，位于中华人民共和国黑龙江省哈尔滨市南岗区通达街道与七政街道交界通达街与西大直街交叉口地下，是在既有“7381”车站位置上的新建车站，本站在2013年9月26日开通使用。
西大桥站位于西大直街下，通达街与汉祥街之间。车站附近是市骨伤科医院、南岗区教师进修学校与大型居住区。最近的公交车站是通达街上的西大直街站和西大直街上的通达街站和市骨伤科医院站。

## 结构
西大桥站为侧式站台地下车站。
| 地面              | 出入口 | 1-4出入口 |
| 地下一层          | 站厅   | 客服中心、自动售票机、验票机 |
| 地下二层          | 设备层 | |
| 地下三层          | 站台层 | \| 側式 · 開右邊车门 \| \| \| \| \| \| █ 1号线往新疆大街（和兴路） \| \| \| \| █ 1号线往哈尔滨东站（哈工大） \| \| 側式 · 開右邊车门 \| \| \| |
| 側式 · 開右邊车门 |        | |
|                   |        | █ 1号线往新疆大街（和兴路） |
|                   |        | █ 1号线往哈尔滨东站（哈工大） |
| 側式 · 開右邊车门 |        | |

## 车站周边
- 西大桥

## 外链
- 哈尔滨地铁网西大桥站